# Menjamel bec-roig
El menjamel bec-roig (Grantiella picta) és un ocell de la família dels melifàgids (Meliphagidae) i única espècie del gènere Grantiella Mathews, 1911.

## Hàbitat i distribució
Habita els boscos d'Austràlia oriental.